# Call on Me (chanson de Starley)
Pour les articles homonymes, voir Call on Me.
 (novembre 2017).
Si vous disposez d'ouvrages ou d'articles de référence ou si vous connaissez des sites web de qualité traitant du thème abordé ici, merci de compléter l'article en donnant les références utiles à sa vérifiabilité et en les liant à la section « Notes et références ».
Call on Me est le premier single de la chanteuse et compositrice Starley, sorti en 2016. Cette chanson a été écrite par elle et Peter Wadams. Elle a été mise à disposition pour le téléchargement numérique le 29 juillet 2016 sur Tinted Records et a été réédité par le biais de Tinted Records et d'Epic Records le 13 octobre 2016.
Starley a dit : « J’ai écrit cette chanson quand j’étais à un point bas dans ma vie... C'est devenu un moyen et je me suis dit que ce serait OK, presque comme un encouragement. C’était comme si j’avais créé mon propre phare, un phare pour m’aider à réaliser mes rêves ne sont pas impossibles. Je peux faire cela. Je vais le comprendre. J’ai juste besoin de suivre mon intuition et essentiellement donne la parole à moi-même. »

## Clip
Deux clips ont été diffusés sur YouTube :
- Un clip le 17 janvier 2017 pour la version originale
- Un clip le 18 janvier 2017 pour le remix de Ryan Riback remix